# ロバート・R・シェイファー
ロバート・R・シェイファー（Robert R. Shafer、1958年4月10日 - ）は、アメリカ合衆国の俳優。

## 出演作品
- Facebookで大逆転
- ブリッジ ～国境に潜む闇 シーズン1
- メガ・パイソンVSギガント・ゲイター
- ママと恋に落ちるまで シーズン6
- メガ･シャークVSクロコザウルス
- コールドケース7 ザ・ファイナル
- 黙示録2009 合衆国大炎上
- ベルベット・スパイダー
- ザ・オフィス シーズン3
- ザ・オフィス シーズン2
- ジーパーズ　恐怖の都市伝説
- グランド・ゼロ　感染源
- サイコ・コップ／戦慄のパーティー
- サイコ・コップ